# Le Mauvais Hôte
Le Mauvais Hôte és un curtmetratge mut francès escrit i dirigit per Louis Feuillade estrenat el 1910.

## Repartiment
- Georgette Faraboni
- René Alexandre
- Georges Wague
- Maurice Vinot
- Gaston Séverin
- Alice Tissot